# Wierden
Wierden és un municipi de la província d'Overijssel, al centre-est dels Països Baixos. L'1 de gener de 2009 tenia 23.417 habitants repartits per una superfície de 95,24 km² (dels quals 0,56 km² corresponen a aigua). Limita al nord amb Hellendoorn i Twenterand, a l'est amb Almelo, a l'oest amb Rijssen-Holten i al sud amb Hof van Twente.

## Centres de població
Enter, Hoge Hexel, Ypelo, Notter, Rectum, Zuna.

## Política
El consistori municipal està compost de 19 regidors. Des del 2006 són repartits
- CDA 8 regidors
- PPW (formada per PvdA, GroenLinks i D66) 4 regidors
- VVD/GemeenteBelang 3 regidors
- ChristenUnie 3 regidors
- Fractie van Maasacker (FvM) (sorgit el febrer de 2007 d'una escissió de CDA) 1 regidor

## Agermanaments
- Ermont
- Maldegem
- Lampertheim